# NatureHumaine
NatureHumaine — канадське архітектурне та дизайнерське бюро зі штаб-квартирою в Монреалі. Засноване архітекторами Стефаном Рассле та Марком-Андре Плассе. Фірмовими рисами проєктів є мінімалізм і використання експериментальних матеріалів. Споруди, виконані NatureHumaine завжди перегукуються та закомпоновані в оточуючий краєвид, підкреслюють його красу. Деякі проєкти є переробкою/доповненням старих будівель, завданням яких було підкреслити позитивні якості попередніх конструкцій та осучаснити загальну споруду. Роботи NatureHumaine незмінно привертають увагу дизайнерських ресурсів, як наприклад Dezeen від 2013 року щороку публікує огляди здійснених проектів NatureHumaine.

## Вибрані проєкти
- 2010. Congregation Residence. Монреаль, Канада.
- 2010. St-Hubert Residence. Монреаль, Канада.
- 2012. Le Château Noir. Монреаль, Канада.
- 2013. La Couleuvre. Монреаль, Канада.
- 2012. Фонд Гвідо Молінарі. Монреаль, Канада. Нагорода Prix d'excellence (OAQ) 2013.
- 2013. Stacked House. Монреаль, Канада.
- 2013. Chambord Residence. Монреаль, Канада.
- 2013. Connaught Residence. Монреаль, Канада.
- 2013. Lajeunesse Residence. Монреаль, Канада.
- 2013. Alexandra Residence. Монреаль, Канада.
- 2014. Dulwich Residence. Сен-Ламбер, Квебек, Канада.
- 2014. Пекарня Au Pain Doré. Монреаль, Канада.

## Команда
- Стефан Рассле
- Амелі Мелавен
- Девід Дворкінд
- Марі Ель-Навар
- Фанні Лерантек

## Нагороди
- 2007 Prix Intérieurs Ferdie
- 2007 Prix Intérieurs Ferdie: Prix de la relève.
- 2008 Prix d'excellence (OAQ): комерційна споруда Quattro D
- 2010 Prix d'excellence (OAQ): перший приз журі за планування інтер'єру для будинку Конгрегації.
- 2010 Prix d'excellence (OAQ): приз Марселя Парізо за житловий будинок Сан-Юбер.
- 2013 Prix d'excellence (OAQ): головний приз за дизайн інтер'єру для Фонду Гвідо Молінарі.
- 2013 Prix d'excellence (OAQ): головний приз за житловий будинок Сент-Зотік.